# Військовий інститут ракетних військ та артилерії (СумДУ)
Військовий інститут ракетних військ та артилерії імені Богдана Хмельницького — вищий військовий навчальний заклад України у м. Суми, який існував у 1994—2007 рр. Був підпорядкований Сумському державному університету.

## Історія
Сформоване Постановою КМ України в 1994 році на базі розформованого 1992 року Сумського вищого артилерійського командного двічі Червонопрапорного училища імені М. В. Фрунзе, як Військовий артилерійський факультет при Сумському державному університеті.
У 1995 р Військовий артилерійський факультет було реорганізовано в Військовий інститут артилерії при Сумському державному університеті.
З 17.02.2000 р інститут став іменуватися «Військовий двічі Червонопрапорний інститут артилерії імені Б. Хмельницького при Сумському державному університеті», а з 31.3.2003 р по 28.9.2007 р — «Військовий двічі Червонопрапорний інститут ракетних військ і артилерії імені Б. Хмельницького Сумського державного університету».
23.6.2007 р відбувся останній випуск офіцерів Сумського Військового двічі Червонопрапорного інституту ракетних військ і артилерії імені Б. Хмельницького Сумського державного університету, навчальний заклад було розформовано і курсанти переведені в Академію сухопутних військ (Львів).

### Після розформування
Юридичним правонаступником призначений Науковий центр бойового застосування ракетних військ і артилерії Сумського державного університету, який в даний час залишається продовжувачем справи розвитку артилерійської науки в стінах колишнього інституту. Від 2013 року переформований у філію Центрального науково-дослідного інституту озброєння та військової техніки Збройних Сил України.
Крім того, на території інституту розміщуються:
- 27-ма реактивна артилерійська бригада (від 2008 р, початково полк)
- кафедра військової підготовки Сумського державного університету
- Державний ліцей-інтернат з посиленою військово-фізичною підготовкою «Кадетський корпус» імені І. Г. Харитоненка
- Науково-дослідний центр ракетних військ і артилерії.[4] (спадковості до філії не має)

У вересні 2015 року з'явилася інформація про наміри відновлення інституту.

## Кафедра
У зв'язку з реформуванням Збройних Сил України 31 серпня 2007 року Військовий інститут РВ і А було розформовано, а правонаступником підготовки офіцерів запасу, згідно Постанови Кабінету Міністрів України від 26.05.2005 року № 381 визначено — кафедру військової підготовки Сумського державного університету.

### Напрями підготовки
- Бойове застосування з'єднань, військових частин і підрозділів самохідної артилерії.
- Бойове застосування військових частин і підрозділів протитанкової артилерії протитанкових ракетних комплексів.
- Бойове застосування з'єднань, військових частин і підрозділів наземної артилерії.
- Бойове застосування з'єднань, військових частин і підрозділів, озброєних комплексами тактичних ракет.
- Бойове застосування військових частин і підрозділів артилерійської розвідки.

### Керівництво
- Начальник кафедри кандидат технічних наук, доцент, полковник Ляпа Микола Миколайович[6]

## Керівництво
- (04.05.1992—18.02.2005) генерал-лейтенант Колесніков В. А.
- (18.02.2005—16.05.2005) полковник Кривошеєв А. М.
- (16.05.2005—04.11.2005) полковник Пушкарьов Ю. І.
- (05.04.2007—27.09.2007) полковник Ісмаілов Валерій Шапазович
- (04.11.2005—28.09.2007) полковник Свідлов Юрій Іванович

## Випускники
Див. також: Випускники Військового інституту ракетних військ та артилерії
- Шкурко Олександр Вікторович (вип. 2000)
- Бей Віталій Миколайович (вип. 2004)
- Мерзлікін Дмитро Юрійович (вип. 2005)
- Коростельов Євген Володимирович
- Немінський Ігор Вікторович
- Голіней Олег Васильович (вип. 2007), Герой України (2022)